# Cenodoxus
Cenodoxus – Der Doktor von Paris (neulateinisch; Cenodoxus, 1635, J. Meichel) ist eine Tragödie, die von Jakob Bidermann verfasst wurde. Das 1600 bis 1602 entstandene barocke „Drama handelt von dem Lebensweg des Cenodoxus, des „Doktors von Paris“, der zwar von seinen Freunden, Kollegen und Dienern für seine Lebensführung und seine Gelehrsamkeit bewundert wird, aber dessen Selbstüberschätzung und Eitelkeit vor einem himmlischen Gericht verurteilt werden.“  Das Werk gilt als eine der Inspirationsquellen Goethes für seinen Faust I.

## Skizze der Handlung
Es handelt sich um ein barockes Drama basierend auf der Legende des hl. Bruno, der wie auch seine Zeitgenossen den berühmten Arzt Cenodoxos verehrte, bis nach seinem Tod öffentlich wurde, welchen Lastern dieser zu seinen Lebzeiten nachging. „Der in Paris lebende, gelehrte und auch ruhmvolle Doktor schwebt in der Gefahr, dem Laster der Cenodoxia oder Superbia zu verfallen“, das heißt, er läuft Gefahr, der gleichen Versuchung wie einst auch Luzifer zu erliegen. Der Streit um die Seele des Cenodoxus zwischen Himmel und Hölle wird zum Kernmotiv. Der Teufel versucht ihn zu verführen, die Engel dagegen versuchen ihn durch Warnung zu retten.  Cenodoxus erliegt der Verführung und zuletzt wird er dafür von Jesus Christus verdammt.
Auf der ersten Handlungsebene findet eine Komödientradition von Plautus und Terenz statt. Dort gibt es eine vordergründige Handlung um einen Schmarotzer, der von den Dienern des Cenodoxus betrogen wird. Diese Szenen sind zwar unterhaltsam, haben aber keine notwendige Funktion für den Ablauf der Handlung. Allerdings tragen sie mit zur Charakterisierung des Cenodoxus bei: Er liebt Schmeichler, kann daher als selbstverliebt bezeichnet werden.
Die zweite Handlungsebene wird dagegen von Tragik bestimmt. Diese äußert sich in einem Kampf um Cenodoxus Seele und verdeutlicht den Kontrast zwischen komischer Realität und göttlicher Wahrheit. Alle drei Versuche des Schutzengels, Cenodoxus zu warnen, scheitern vergeblich.

## Hintergrund
Den gegenreformatorischen Absichten des Dichters kommt als „Stoff für dieses Stück die Legende des heiligen Bruno von Köln äußerst gelegen. Bruno entschloss sich 1082 zu Buße und Einkehr, als er Zeuge davon wurde, wie sich bei drei Seelenmessen für einen berühmten Lehrer aus Paris dessen Leiche aufrichtet und sich dem Urteil des göttlichen Gerichts selbstanklägerisch unterwirft, während seine Schüler ihn eben noch selig gepriesen haben.“ Bidermann fügt dieser Legende den Namen Cenodoxus und das von dem Wort cendoxia abgeleitete Laster der Ruhmsucht hinzu. In dem Stück ist Bruno ein Schüler des Gelehrten von Paris und wird wie auch seine Freunde Zeuge des Geschehens. Dies reicht als Anlass, „sich nach dem historischen Vorbild in die Abgeschiedenheit zurückzuziehen und den Karthäuserorden zu gründen.“

## Inhalt
Den Zuschauern offenbart sich nach und nach „Eigenliebe, Ruhmsucht, Selbstüberschätzung, Heuchelei, Hoffart und Gotteslästerei. Eigenliebe, Philautia und die Gleisnerei sind die personifizierten Triebkräfte des Cenodoxus und ebendiese unterliegen schließlich Morbus, der Krankheit, und Mors, dem Tod.“
Cenodoxus ist ein in Paris lebender und weltbekannter Arzt. Er hat einen Diener, „der Dama der Laggey (das ist: der Junge)“ genannt wird. Oft wird er von „Mariscus, einem Schmarotzer, heimgesucht, der ihm schmeichelt“. Die Gleißnerei, eine höllische Furie, will den Doktor zum Bösen verführen. Durch die Eigenliebe ist Cenodoxus so sehr von sich eingenommen, dass er andere verachtet. Als Mariscus erfährt, dass er von Dama durch eine List abgewimmelt worden ist, wird er wütend. Dama meint, dass er wegen eines Hundebisses so rasend sei, worauf der Doktor ihn ins Irrenhaus schicken lässt. Cenodoxus selbst wird von seinem Schutzengel Cenodoxophylax beschützt. Jener schickt die Conoscentia, das Gewissen, um den Doktor wieder auf den rechten Weg zu führen. Inzwischen wird Mariscus, der zurückgekehrt ist, von zwei Studenten befragt, wie sich dies ergeben habe. Cenodoxus findet Zettel mit Warnungen von seinem Schutzengel, was ihn nachdenklich macht. „Es scheinen sich alle Höllengestalten um den Doktor zu reißen, doch das Gewissen Conscienta und der Schutzengel Cenodoxophylax sind gegen den Hauptteufel und weitere Teufel genauso machtlos wie der Erzengel Michael“ und auch andere Engel.
Cenodoxus weiß bereits, dass er bei der noblen Bevölkerung großen Anklang findet, doch er möchte auch wissen, wie es um seine Beliebtheit beim ärmeren Volk steht. Er fragt einen Besenbinder um seine Meinung über ihn, bekommt aber die Antwort, dass jener ihn nicht kenne. Indes beklagt sich der Schutzengel, dass seine Anstrengungen vergeblich seien. Darauf erscheint er Cenodoxus im Traum und befiehlt einem Teufel, ihn zusätzlich noch zu erschrecken, obwohl jener damit seine eigene Arbeit zunichtemachen würde. Darauf wird Mariscus von den Dienern des Doktors mit einem wilden Bären vertrieben. „Cenodoxus wird noch von Panurgus, dem Hauptteufel und seinem teuflischen Chor heimgesucht.“ Als zwei Studenten den Doktor aufsuchen wollen, stürmt Dama aus dem Haus und sagt, dass sein Herr in Lebensgefahr schwebe. Einige Zeit später wird der kranke, besessene Doktor von seinen Freunden besucht. „Der Engelschor und Cenodoxophylax beklagen, dass Cenodoxus nicht mehr zu helfen sei.“ Es kommt zum Streit zwischen Engeln und Teufeln um die Seele des sterbenden Doktors. Verschiedene Ärzte kommen zu ihm, können aber nurmehr den Tod feststellen.
Ein göttliches Gericht soll entscheiden, wer die Seele erhalten soll. Als man die Leiche des Doktors besingen will, richtet sie sich auf und schreit beim ersten Mal: „aus gerechtem Urteil bin ich angeklagt“, also dass sie im Gottesgericht angeklagt sei und fällt darauf wieder nieder. Christus klagt den Doktor wegen Gotteslästerung an, worauf der Tote sich am zweiten Tag erneut aufrichtet und schreit: „aus gerechtem Urteil bin ich gerichtet“. Cenodoxus’ Seele wird schließlich zu ewigen Qualen verdammt. Daraufhin richtet sich der Leichnam zum dritten Mal auf und sagt, dass er verdammt sei („aus gerechtem Urteil bin ich verdammt“). Cenodoxus’ Seele wird von den Teufeln verlacht und in die Tiefen der Hölle gerissen. „Christus als der vorsitzende Richter, Petrus, Paulus und andere Apostel als Nebenrichter sowie der Erzengel Michael verhängen das Urteil der ewigen Verdammnis über ihn. Herzlos und kalt kommentiert der Hauptteufel Panurgus die lasterhaften Taten des Cenodoxus, während er sie ausführlich aufzählt und sich im Anschluss direkt seinem nächsten Fall zuwendet.“
Bruno, ein Freund von Cenodoxus, verlässt nach diesem erschütternden Erlebnis die Universität, zieht in die Einsamkeit und gründet mit sechs Kommilitonen den Kartäuserorden. Er legt nach diesen Ereignissen alle Eitelkeit und sündige Eigenschaften dieser Welt ab.
Bidermann will mit diesem Drama die Verfehlung des Professors mit dem griechischen Namen Cenodoxus zeigen, was übersetzt „eitler und leerer Ruhm“ bedeutet. Angeklagt wird im Drama die Verlogenheit, das Streben nach eitlem Ruhm und die Hoffart, nicht etwa die selbstbewusste Haltung des Humanisten.

## Form
Der Zuschauer weiß schon zu Beginn alles, was auf eine analytische Konzeption hinweist. Diese dient dazu, dass das Drama leichter nachvollziehbar wird und der Zuschauer seine Intention schneller auffassen kann. Fast ausnahmslos sind die Werke von Jakob Bidemann in Latein abgefasst. Als sich das Deutsche später zu einer literaturfähigen Sprache entwickelt hatte, versperrte gerade dies einer Rezeption der Dichtungen Bidermanns den Weg. Daher ist Cenodoxus, sein einflussreichstes Werk, bis heute in der zeitgenössischen Übersetzung bekannter als im lateinischen Original.

## Interpretation
Bidermann schrieb dieses Werk vermutlich um 1600, als er die Blüte seines literarischen Schaffens erreicht hatte. Die Uraufführung des Stücks fand am 2. Juli 1602 in Augsburg statt. Dass er Mitglied des Jesuitenordens war, wirkt sich in besonderer Weise auf seine Werke aus. In diesem Werk versucht Bidermann, an das Volk zu appellieren und die Menschen vor bösen Einflüssen und einem sündigen Leben zu warnen. Das Ende des Werkes soll zeigen, was mit einem Menschen passiert, wenn er sündigt.
Bei diesem Werk handelt es sich um ein Jesuitendrama.

## Moderne Fassung
Eine moderne Fassung des Cenodoxus schuf Dieter Forte, die 1972 bei den Salzburger Festspielen in der Regie von Werner Düggelin in der Ausstattung von Jean Tinguely uraufgeführt wurde.
1958 erfolgte unter dem Titel Cenodoxus – Doctor von Paris eine Verfilmung durch die Augsburger Puppenkiste.

## Ausgaben
- Jakob Bidermann: Cenodoxus. Deutsche Übersetzung von Joachim Meichel (1635) Hg. von Rolf Tarot. (=Reclams Universal-Bibliothek, Nr. 8958). Reclam, Stuttgart 1986 [Bibliografisch ergänzte Ausgabe; zuerst 1965], ISBN 978-3-15- 008958-3.